# Xã Gid, Quận Izard, Arkansas
Xã Gid (tiếng Anh: Gid Township) là một xã thuộc quận Izard, tiểu bang Arkansas, Hoa Kỳ. Năm 2010, dân số của xã này là 296 người.